# Horadandia
Horadandia is een geslacht van straalvinnige vissen uit de familie van karpers (Cyprinidae).